# Hannoverská aliance

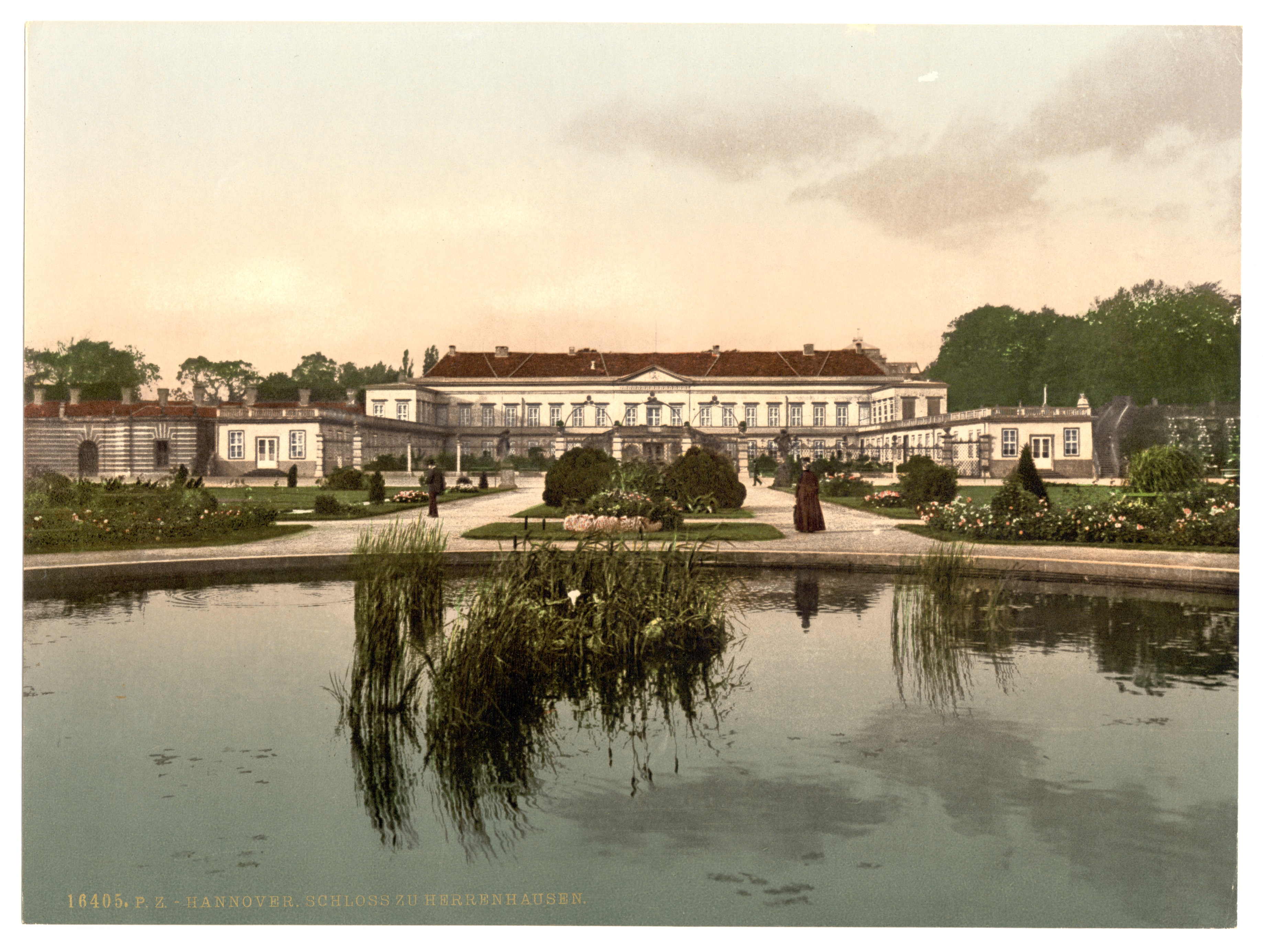
zámek Herrenhausen v roce 1895

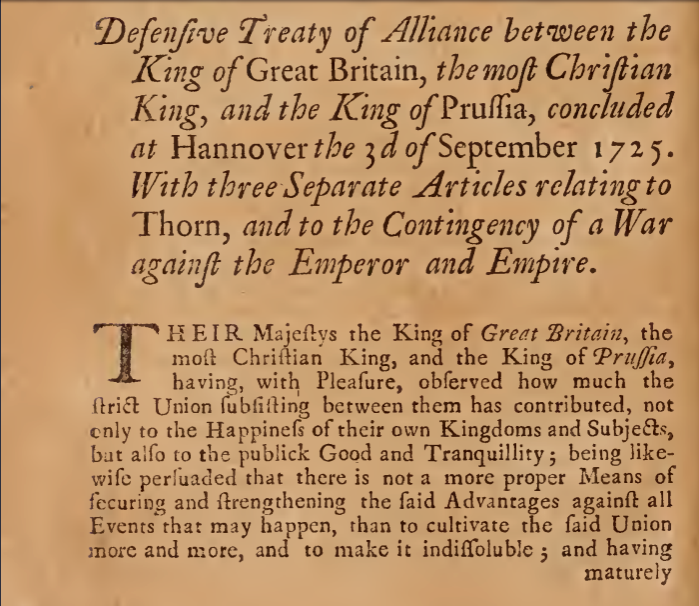
smlouva z Hannoveru

Hannoverská aliance byla obranná aliance. Smlouva o obranné alianci byla podepsána dne 3. září 1725 na zámku Herrenhausen poblíž Hannoveru Velkou Británii, Hannoverským kurfiřtstvím, Francii a Pruska. Aliance byla založena za účelem protiváhy Rakousko-španělské alianci založené na Vídeňském míru před několika měsíci v květnu 1725.

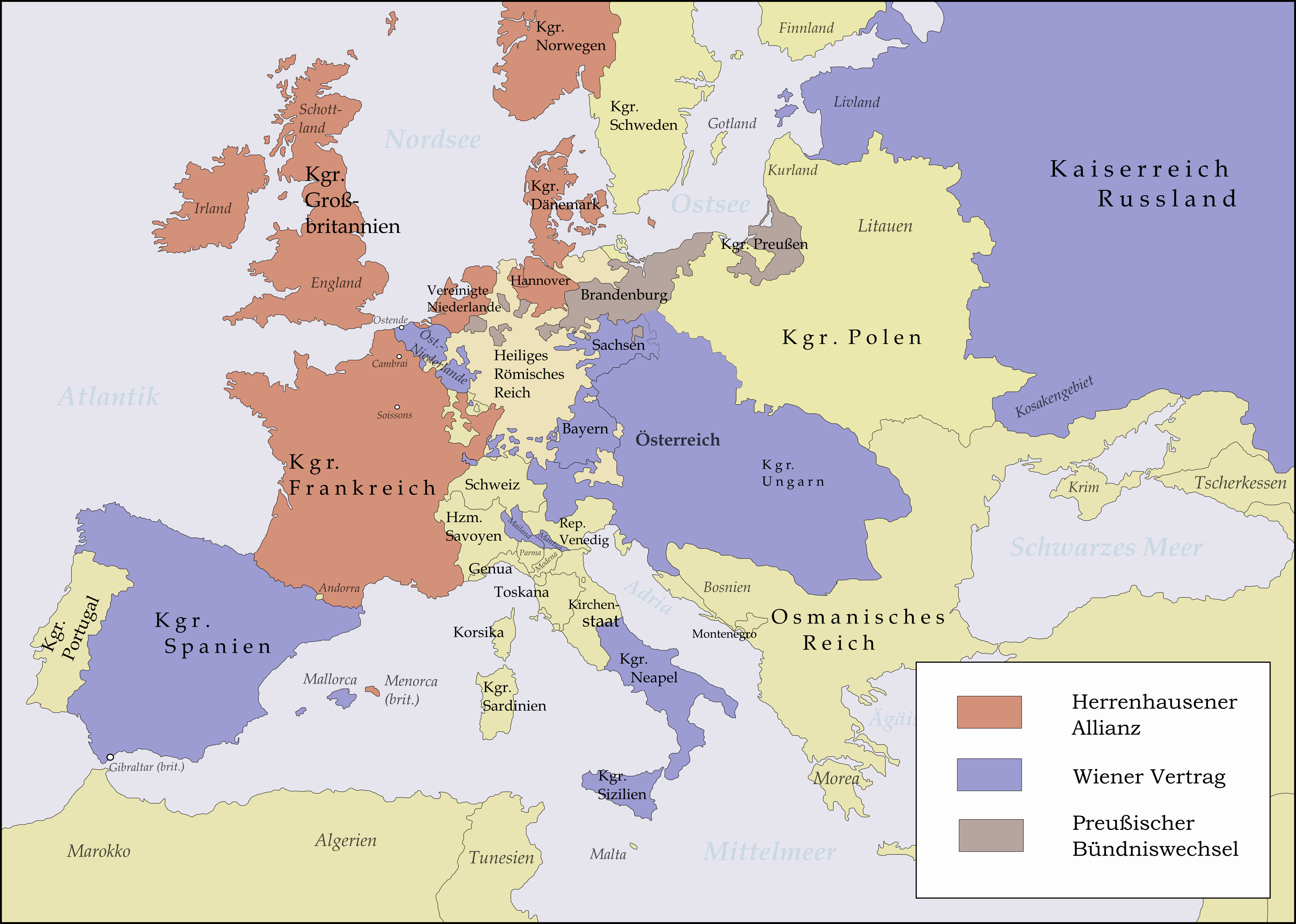
mapa Evropy 1725–1730: červená barva státy Hannoverské aliance, modrá barva státy Vídeňské aliance

Spojené  provincie nizozemské a Švédské království později přistoupila k hannoverské aliance prostřednictvím smluv v Haagu (1726) a ve Stockholmu (1727). Dánsko-norské království formálně nevstoupilo do aliance, ale podepsalo smlouvu v Kodani s Velkou Británii a Francii v dubnu 1727. V roce 1728 Prusko podepsalo s císařem Karlem VI. z Vídeňské aliance tajnou Berlínskou smlouvu.

## Hlavní podmínky

### Vznik hannoverské aliance
Po porážce Španělů ve válce čtverné aliance (1717–1720) se Rakušané rozhodli znovu spojit se Španělskem, aby obnovili rovnováhu sil v Evropě; která se v posledních letech přiklonila k Francii. Hannoverské aliance znamenala začátek formální opozice vůči obnovené rakousko-španělské alianci, kterou se později doplnilo Rusko a Bavorsko. Byla rovněž poskytnuta samostatná ujištění o podpoře proti Svaté říše římské, kdyby nečekaně zaútočila na Francouze. Za Velkou Británii podepsal smlouvu ministr zahraniční Charles Townshend, za Francii François-Marie de Broglie.

### Vojenská a námořní podpora
Mezi signatáři bylo dohodnuto, že pokud by nepřítel vyhlásil válku, bude okamžitě dodáno přibližné množství vojsk pěchoty a kavalérie na podporu. Velká Británie a Francie by vyslaly osm tisíc vojáků a čtyři tisíce jezdců, zatímco Prusko by poslalo jen tři tisíce vojáků a dva tisíce jezdců. V případě potřeby byla zaručena také námořní podpora. 